# Alex (ormiański piłkarz)
Alex, właśc. Alex Henrique da Silva (ur. 6 stycznia 1982 w Ribeirão Preto) – piłkarz ormiański pochodzenia brazylijskiego grający na pozycji środkowego obrońcy. Od 2006 jest zawodnikiem klubu Mika Erywań.

## Kariera klubowa
Swoją karierę piłkarską Alex rozpoczął w klubie Botafogo Ribeirão Preto. W 2001 roku awansował do kadry pierwszego zespołu. W sezonie 2001 zadebiutował w jego barwach w brazylijskiej Série A. W 2002 roku grał w barwach Botafogo w Série B, a w 2003 roku - w Série C. Z kolei w latach 2004-2005 występował na poziomie Campeonato Paulista. W 2006 roku przez pół sezonu był zawodnikiem klubu São Carlos FC.
Latem 2006 Alex przeszedł do ormiańskiego klubu Mika Asztarak. W 2006 roku osiągnął z Miką swój pierwszy sukces, gdy zdobył Puchar Armenii. W 2008 roku został wypożyczony do rosyjskiej Wołgi Uljanowsk. W 2009 roku wywalczył z Miką wicemistrzostwo Armenii. W 2011 roku zdobył swój drugi puchar kraju, a w sezonie 2012/2013 wywalczył swoje drugie wicemistrzostwo kraju.
| Sezon   | Klub                    | Kraj     | Rozgrywki             | Mecze | Bramki |
| ------- | ----------------------- | -------- | --------------------- | ----- | ------ |
| 2001    | Botafogo Ribeirão Preto | Brazylia | Série A               | 4     | 0      |
| 2002    | Botafogo Ribeirão Preto | Brazylia | Série B               | ?     | ?      |
| 2003    | Botafogo Ribeirão Preto | Brazylia | Série C               | ?     | ?      |
| 2004    | Botafogo Ribeirão Preto | Brazylia | Campeonato Paulista 2 | ?     | ?      |
| 2005    | Botafogo Ribeirão Preto | Brazylia | Campeonato Paulista 2 | ?     | ?      |
| 2006    | São Carlos FC           | Brazylia | Campeonato Paulista 3 | ?     | ?      |
| 2006    | Mika Asztarak           | Armenia  | Barcragujn chumb      | 27    | 6      |
| 2007    | Mika Erywań             | Armenia  | Barcragujn chumb      | 26    | 8      |
| 2008    | Mika Erywań             | Armenia  | Barcragujn chumb      | 11    | 0      |
| 2008    | Wołga Uljanowsk         | Rosja    | Pierwyj diwizion      | 16    | 1      |
| 2009    | Mika Erywań             | Armenia  | Barcragujn chumb      | 24    | 5      |
| 2010    | Mika Erywań             | Armenia  | Barcragujn chumb      | 27    | 3      |
| 2011    | Mika Erywań             | Armenia  | Barcragujn chumb      | 24    | 3      |
| 2012/13 | Mika Erywań             | Armenia  | Barcragujn chumb      | 38    | 4      |
| 2013/14 | Mika Erywań             | Armenia  | Barcragujn chumb      | 26    | 3      |

## Kariera reprezentacyjna
W 2012 roku Alex otrzymał ormiański paszport. W reprezentacji Armenii zadebiutował 27 maja 2014 w wygranym 4:3 towarzyskim meczu ze Zjednoczonymi Emiratami Arabskimi, rozegranym w Carouge. W 88. minucie tego meczu zmienił Rumiana Howsepiana.